# Campionati italiani primaverili di nuoto 2016
I 63. Campionati italiani primaverili di nuoto (nome ufficiale, per ragioni di sponsorizzazione, Assoluti Primaverili UnipolSai) si sono svolti a Riccione tra il 19 e il 23 aprile 2016. È stata utilizzata la vasca da 50 metri.
Le gare sono state disputate in due turni (batterie e finali) ad eccezione di 800 e 1500 stile libero e delle staffette, che si sono disputate in serie.

## Podi

### Uomini
| Evento               | Oro                                                                                               | Tempo                                   | Argento                                                                                     | Tempo                                   | Bronzo | Tempo                                   |
| Stile libero         |                                                                                                   |                                         |                                                                                             |                                         | |                                         |
| 50 m                 | Luca Dotto                                                                                        | 21"91                                   | Federico Bocchia                                                                            | 22"06                                   | Giuseppe Guttuso                                                                                             | 22"30                                   |
| 100 m                | Luca Dotto                                                                                        | 48"40                                   | Luca Leonardi                                                                               | 49"04                                   | Filippo Magnini                                                                                              | 49"31                                   |
| 200 m                | Gabriele Detti                                                                                    | 1'47"72                                 | Luca Dotto                                                                                  | 1'47"74                                 | Andrea Mitchell D'Arrigo                                                                                     | 1'48"36                                 |
| 400 m                | Gabriele Detti                                                                                    | 3'43"97                                 | Andrea Mitchell D'Arrigo                                                                    | 3'50"82                                 | Domenico Acerenza                                                                                            | 3'51"20                                 |
| 800 m                | Gabriele Detti                                                                                    | 7'48"19                                 | Samuel Pizzetti                                                                             | 7'58"37                                 | Domenico Acerenza                                                                                            | 7'59"67                                 |
| 1500 m               | Gregorio Paltrinieri                                                                              | 14'42"91                                | Gabriele Detti                                                                              | 14'46"48                                | Domenico Acerenza                                                                                            | 15'08"55                                |
| Dorso                |                                                                                                   |                                         |                                                                                             |                                         | |                                         |
| 50 m                 | Simone Sabbioni                                                                                   | 25"09                                   | Niccolò Bonacchi                                                                            | 25"28                                   | Stefano Mauro Pizzamiglio                                                                                    | 25"37                                   |
| 100 m                | Simone Sabbioni                                                                                   | 53"34 -                                 | Christopher Ciccarese                                                                       | 54"63                                   | Michele Malerba                                                                                              | 54"85                                   |
| 200 m                | Luca Mencarini                                                                                    | 1'58"05                                 | Christopher Ciccarese                                                                       | 1'58"15                                 | Simone Sabbioni                                                                                              | 1'58"96                                 |
| Rana                 |                                                                                                   |                                         |                                                                                             |                                         | |                                         |
| 50 m                 | Andrea Toniato                                                                                    | 27"53                                   | Fabio Scozzoli                                                                              | 27"80                                   | Lorenzo Antonelli                                                                                            | 27"83                                   |
| 100 m                | Andrea Toniato                                                                                    | 1'00"72                                 | Fabio Scozzoli                                                                              | 1'00"75                                 | Nicolò Martinenghi                                                                                           | 1'00"92 - RIJ                           |
| 200 m                | Luca Pizzini                                                                                      | 2'10"62                                 | Flavio Bizzarri                                                                             | 2'11"33                                 | Edoardo Giorgetti                                                                                            | 2'12"99                                 |
| Farfalla             |                                                                                                   |                                         |                                                                                             |                                         | |                                         |
| 50 m                 | Piero Codia                                                                                       | 23"56                                   | Matteo Rivolta                                                                              | 23"82                                   | Daniele D'Angelo                                                                                             | 23"96                                   |
| 100 m                | Matteo Rivolta                                                                                    | 51"54                                   | Piero Codia                                                                                 | 51"72                                   | Daniele D'Angelo                                                                                             | 52"60                                   |
| 200 m                | Giacomo Carini                                                                                    | 1'57"01 -                               | Matteo Pelizzari                                                                            | 1'57"80                                 | Francesco Pavone                                                                                             | 1'58"14                                 |
| Misti                |                                                                                                   |                                         |                                                                                             |                                         | |                                         |
| 200 m                | Federico Turrini                                                                                  | 1'59"61                                 | Giovanni Sorriso                                                                            | 2'00"68                                 | Lorenzo Glessi                                                                                               | 2'01"79                                 |
| 400 m                | Federico Turrini                                                                                  | 4'11"95                                 | Luca Marin                                                                                  | 4'14"65                                 | Giorgio Gaetani                                                                                              | 4'19"70                                 |
| Staffette            |                                                                                                   |                                         |                                                                                             |                                         | |                                         |
| 4x100 m stile libero | Gruppo Sportivo Fiamme Oro A Luca Leonardi Stefano Mauro Pizzamiglio Matteo Rivolta Lucio Spadaro | 3'18"04 49"14 49"91 50"07 48"92         | Circolo Canottieri Aniene A Filippo Magnini Daniele D'Angelo Alex Di Giorgio Jonathan Boffa | 3'19"69 49"46 49"91 51"33 48"99         | Gruppo Nuoto Fiamme Gialle Stefano Di Cola Gianluca Maglia Michele Latrofa Alessandro Bori                   | 3'20"20 50"72 49"52 49"81 50"15         |
| 4x200 m stile libero | Circolo Canottieri Aniene A Alex Di Giorgio Damiano Lestingi Jonathan Boffa Filippo Magnini       | 7'12"60 1'48"69 1'47"60 1'48"70 1'47"61 | Circolo Canottieri Aniene B Valerio Oriente Federico Ceccarini Andrea Baioni Andrea Velluti | 7'23"53 1'50"58 1'50"98 1'49"89 1'52"08 | Unicusano Aurelia Nuoto Alessio Proietti Colonna Andrea Mitchell D'Arrigo Dario Palladino Raffaele Tavoletta | 7'24"11 1'50"67 1'46"84 1'54"93 1'51"67 |
| 4x100 m misti        | Centro Sportivo Esercito A Simone Sabbioni Fabio Scozzoli Piero Codia Nicolangelo Di Fabio        | 3'35"11 - RIS 54"00 1'00"07 50"97 50"07 | GS Fiamme Oro A Christopher Ciccarese Edoardo Giorgetti Matteo Rivolta Luca Leonardi        | 3'35"30 54"93 1'01"18 50"68 48"51       | Gruppo Nuoto Fiamme Gialle Fabio Laugeni Andrea Toniato Giacomo Carini Gianluca Maglia                       | 3'36"94 55"21 1'00"16 52"78 48"79       |

### Donne
| Evento               | Oro | Tempo                                   | Argento                                                                                      | Tempo                                   | Bronzo                                                                                       | Tempo                                   |
| Stile libero         | |                                         |                                                                                              |                                         |                                                                                              |                                         |
| 50 m                 | Silvia Di Pietro                                                                                       | 25"05                                   | Erika Ferraioli                                                                              | 25"51                                   | Aglaia Pezzato                                                                               | 25"52                                   |
| 100 m                | Federica Pellegrini                                                                                    | 53"78                                   | Erika Ferraioli                                                                              | 54"87                                   | Aglaia Pezzato                                                                               | 55"03                                   |
| 200 m                | Federica Pellegrini                                                                                    | 1'55"30                                 | Alice Mizzau                                                                                 | 1'58"71                                 | Martina De Memme                                                                             | 1'59"33                                 |
| 400 m                | Alice Mizzau                                                                                           | 4'07"26                                 | Diletta Carli                                                                                | 4'08"66                                 | Martina De Memme                                                                             | 4'09"86                                 |
| 800 m                | Simona Quadarella                                                                                      | 8'28"06 - RIC                           | Diletta Carli                                                                                | 8'28"22                                 | Martina De Memme                                                                             | 8'31"79                                 |
| 1500 m               | Simona Quadarella                                                                                      | 16'15"39                                | Rachele Bruni                                                                                | 16'27"33                                | Giulia Gabbrielleschi                                                                        | 16'29"46                                |
| Dorso                | |                                         |                                                                                              |                                         |                                                                                              |                                         |
| 50 m                 | Elena Gemo                                                                                             | 28"34                                   | Arianna Barbieri                                                                             | 28"43                                   | Silvia Scalia                                                                                | 28"51                                   |
| 100 m                | Carlotta Zofkova                                                                                       | 1'00"91                                 | Elena Gemo                                                                                   | 1'01"05                                 | Margherita Panziera                                                                          | 1'01"12                                 |
| 200 m                | Margherita Panziera                                                                                    | 2'10"91                                 | Carlotta Zofkova                                                                             | 2'11"97                                 | Letizia Paruscio                                                                             | 2'14"39                                 |
| Rana                 | |                                         |                                                                                              |                                         |                                                                                              |                                         |
| 50 m                 | Martina Carraro                                                                                        | 30"86                                   | Arianna Castiglioni                                                                          | 31"02                                   | Ilaria Scarcella                                                                             | 31"56                                   |
| 100 m                | Martina Carraro                                                                                        | 1'06"41 -                               | Ilaria Scarcella                                                                             | 1'08"46                                 | Arianna Castiglioni                                                                          | 1'08"69                                 |
| 200 m                | Lisa Fissneider                                                                                        | 2'26"74                                 | Ilaria Scarcella                                                                             | 2'26"86                                 | Francesca Fangio                                                                             | 2'27"06                                 |
| Farfalla             | |                                         |                                                                                              |                                         |                                                                                              |                                         |
| 50 m                 | Elena Gemo                                                                                             | 26"12                                   | Silvia Di Pietro                                                                             | 26"34                                   | Ilaria Bianchi                                                                               | 27"00                                   |
| 100 m                | Ilaria Bianchi                                                                                         | 57"87                                   | Aurora Petronio                                                                              | 59"85                                   | Arianna Letrari                                                                              | 59"99                                   |
| 200 m                | Stefania Pirozzi                                                                                       | 2'08"98                                 | Alessia Polieri                                                                              | 2'09"16                                 | Ilaria Cusinato                                                                              | 2'10"98                                 |
| Misti                | |                                         |                                                                                              |                                         |                                                                                              |                                         |
| 200 m                | Ilaria Cusinato                                                                                        | 2'12"71 - RIJ                           | Luisa Trombetti                                                                              | 2'12"95                                 | Carlotta Toni                                                                                | 2'13"06                                 |
| 400 m                | Luisa Trombetti                                                                                        | 4'38"54                                 | Sara Franceschi                                                                              | 4'40"03 - RIC                           | Carlotta Toni                                                                                | 4'41"27                                 |
| Staffette            | |                                         |                                                                                              |                                         |                                                                                              |                                         |
| 4x100 m stile libero | Circolo Canottieri Aniene A Miriana Durante Rachele Ceracchi Federica Pellegrini Margherita Panziera   | 3'41"59 56"62 55"91 53"30 55"76         | Centro Sportivo Esercito Laura Letrari Giorgia Biondani Alice Nesti Erika Ferraioli          | 3'41"73 55"55 56"59 55"49 54"10         | Gruppo Sportivo Forestale Chiara Masini Luccetti Elena Gemo Valentina Zonno Silvia Di Pietro | 3'44"84 56"69 56"58 57"23 54"34         |
| 4x200 m stile libero | Circolo Canottieri Aniene A Rachele Ceracchi Margherita Panziera Simona Quadarella Federica Pellegrini | 8'03"48 2'01"28 2'03"46 2'03"88 1'54"86 | Gruppo Sportivo Fiamme Oro Diletta Carli Erica Musso Stefania Pirozzi Giada Galizi           | 8'04"10 2'02"51 1'58"35 2'01"29 2'01"95 | Team Veneto A Lucrezia Delantone Ilaria Cusinato Ianire Casarin Morgan Farronato             | 8'17"41 2'05"51 2'04"40 2'03"48 2'04"02 |
| 4x100 m misti        | Circolo Canottieri Aniene A Margherita Panziera Ilaria Scarcella Elena Di Liddo Federica Pellegrini    | 4'03"75 1'01"64 1'08"26 59"32 54"53     | Gruppo Nuoto Fiamme Gialle Arianna Barbieri Arianna Castiglioni Alessia Polieri Alice Mizzau | 4'05"77 1'02"08 1'07"34 1"00"57 55"78   | Centro Sportivo Esercito Laura Letrari Michela Guzzetti Claudia Tarzia Erika Ferraioli       | 4'05"84 1'03"16 1'09"04 59"75 53"89     |